# Sennlich
Sennlich ist eine Bauerschaft, die südlich des Ortskerns der Gemeinde Westerkappeln (Tecklenburger Land) liegt.

## Lage
Die Bauerschaft Sennlich gehört zum Gemeindegebiet von Westerkappeln, das seit der Gebietsreform 1975 zum Kreis Steinfurt gehört. Als eine von insgesamt neun Bauerschaften im Gemeindegebiet hat Sennlich, nach den Bauerschaften Seeste und Westerbeck, die drittgrößte Fläche. Im Norden grenzt der Ortskern sowie die Bauerschaft Osterbeck, im Westen die Bauerschaft Metten, im Süden die Bauerschaft Handarpe und im Osten die Bauerschaft Düte an Sennlich.

## Geographie
Im Westen erstreckt sich der Windmühlenhügel, der mit 120 m über NN den höchsten Punkt in der Bauerschaft markiert. Nord- und südlich von dem Windmühlenhügel ist die Landschaft hügelig geprägt, es handelt sich hier um Ausläufer des Teutoburger Waldes. Gen Osten senkt sich das Gelände ab bis hin zum Golfplatz Osnabrück-Dütetal e.V., der mit nur 58 m unter NN am tiefsten liegt.

## Der Ort
Sennlich hat etwa 700 Einwohner und ist vor allem landwirtschaftlich geprägt. Neben verschiedenen landwirtschaftlichen Betrieben befinden sich in der Bauerschaft ein Land- und Getränkehandel sowie zwei Wirtshäuser.

## Geschichte
Die erste urkundliche Erwähnung findet Sennlich im Grundbuch des Guts Cappeln im Jahre 1689. In der Zeit von 1811 bis 1813, während der französischen Annexion des Tecklenburger Landes unter Napoleon, wurden auf dem im Westen Sennlichs gelegenen Windmühlenhügel große Steine und Felsbrocken für den Straßenbau entnommen. Seit der 1950er Jahre gibt es ein Hofsterben in Sennlich. Seitdem hat sich der Anzahl der landwirtschaftlichen Betriebe stark verringert, gleichzeitig ging die landwirtschaftlich genutzte Fläche zurück. Für viele kleine Betriebe war die Landwirtschaft nicht mehr rentabel genug. Betriebe, die durch Zukäufe oder durch Anpachtung landwirtschaftlicher Fläche expandierten, konnten überleben.

## Tourismus
Durch Sennlich führt der Wanderweg A5, der sich vom Westen der Bauerschaft bis hin zur östlich gelegenen Bauerschaft Düte erstreckt.

## Vereine
In Sennlich sind der Schützenverein Sennlich e.V. und die Jagdgenossenschaft Sennlich beheimatet.